# Råolieteknologi
Råolieteknologi er en teknologi udviklet til brug ved efterforskning og udvinding af råolie. Begrebet kan forbindes til alle dele af råolievirksomhed, men defineres gerne begrænset til olieindustrien. Det vil sige en teknologi som bruges indtil kulbrinterne har nået jordens overflade og er klar til at transporteres til videreforædling eller brug.
Råolie kaldes på engelsk petroleum (fra latin: 'petra', "klippe", og 'oleum', "olie"), men på dansk betegner ordet petroleum et tyndtflydende olieprodukt skabt fra råolien.
Råolieingeniøruddannelsen er tilgængelig på 17 universiteter i USA og i mange andre lande - især i olieproducerende lande
I Tyskland, for eksempel, tilbydes disse af Clausthal University of Technology og TU Bergakademie Freiberg, og i Østrig af Montanuniversität Leoben. Råolieteknologi undervises på en række uddannelsesinstitutioner i Norge, på universitetsniveau ved universiteterne i Bergen, Stavanger, Trondheim og Tromsø. I Danmark undervises der i råolieteknologi på Danmarks Tekniske Universitet, Københavns Universitet Ålborg Universitet og Århus Universitet.
Gennem hele udnyttelsesfasen af en kulbrinteforekomst bestemmer geologernes og ingeniørernes samarbejde, hvordan kilden udvikles og udnyttes. De har normalt særlig stor indflydelse på lagerets økonomiske effektivitet. Karriereprofilen for olie- og gasteknik kræver god viden om mange relaterede aktiviteter, såsom:
- Boreteknologi - teknologi knyttet til boring af brønde.
- Geokemi - studiet af kemiske processer relateret til jordskorpen.
- Petrofysik - studiet af bjergarters fysiske egenskaber, herunder metoder til måling af reservoiregenskaber ved brøndlogning
- Råoliefysik - studiet af geofysik knyttet til efterforskning og udvinding.
- Råoliegeologi eller reservoirgeologi - studiet af geologiske processer som har bidraget til at danne, transportere og lagre råolie i naturen.
- Produktionsteknologi - teknologi for brøndkomplettering, samt optimal brøndstyring.
- Reservoirteknologi - teknologi og metoder for udvinding, samt studiet af reservoiropførsel under produktion.

## Generelt
Råolie- og naturgasteknik har udviklet sig til et erhverv, der har til opgave at udvinde olie under stadig vanskeligere forhold, fordi Jordens mere tilgængelige oliefelter allerede er blevet opdaget og udnyttet. I løbet af de sidste par årtier har yderligere udvikling inden for områderne computermodeller, materialer, anvendelse af statistiske data og sandsynlighedsberegning, foruden teknologier som retningsbestemt boring eller forbedret olieindvinding.
Kravene til olie- og gasingeniører høje. De tekniske udfordringer er høje. Det kan være undervandsoperationer på store dybder, ekstrem kulde under arktiske forhold eller ekstrem varme. Højtemperatur- og højtryksmiljøer er nu næsten almindelige og kræver, at olie- og gasingeniører beskæftiger sig med så vidtrækkende emner som termisk hydraulik, jordmekanik og intelligente systemer.
Udtrykket råolie- og naturgasteknik, også kendt internationalt som petroleumsteknik, omfatter en række underjordiske aktiviteter udført af forskellige ingeniører, der bruges til produktion af kulbrinter i form af råolie eller naturgas .
Typisk er disse aktiviteter en del af den såkaldte upstream- del af olie- og gasindustrien, fordi de involverer at finde og producere kulbrinter frem for at raffinere eller distribuere dem, hvilket igen kaldes downstream. Reservoirvidenskab og petroleums- og naturgasteknik er de to vigtigste underjordiske discipliner i olie- og gasindustrien, begge med fokus på den optimale økonomiske udvikling af kulbrinter fra underjordiske kilder. Aflejringsvidenskab er begrænset til at give en statisk repræsentation af den kulbrinteholdige bjergart, mens olie- og gasteknologi beskæftiger sig med at estimere det genvindelige volumen af en sådan forekomst. Dette kræver en detaljeret forståelse af de fysiske sammenhænge mellem olie, vand og gas placeret under højt tryk i porøse bjergarter.
Gennem hele udnyttelsesfasen af en kulbrinteforekomst bestemmer geologernes og ingeniørernes samarbejde, hvordan kilden udvikles og udnyttes. De har normalt en særlig stor indflydelse på lagerets økonomiske effektivitet. Karriereprofilen for olie- og gasteknik kræver god viden om mange relaterede aktiviteter, såsom geofysik, reservoirvidenskab, boreteknologi , kerneanalyse, forretningsadministration, reservoirsimulering , pumpeteknologi og olie- og gassystemteknologi .